# Patryk Jaki
Patryk Tomasz Jaki (* 11. května 1985, Opolí) je polský pravicový politik, člen strany Solidarna Polska; od roku 2019 je poslancem Evropského parlamentu.
V letech 2015–2019 byl náměstkem ministra spravedlnosti. Roku 2018 kandidoval v komunálních volbách neúspěšně na post prezidenta Varšavy.